# Танбалы
Петро́глифы археологи́ческого ландша́фта Танбалы́ (также Тамгалы) — один из наиболее древних и ярких памятников наскального искусства Семиречья, с 2004 года является объектом Всемирного наследия ЮНЕСКО. Здесь в конце 1950-х годов было обнаружено святилище с большим количеством наскальных рисунков, его изучение началось в 1970—1980-е годы. Урочище Танбалы расположено в 170 км к северо-западу от города Алматы в горах Анракай.

Танбалы

Большинство петроглифов расположено в нижней части главного ущелья и в примыкающем к нему с запада боковом ущелье, а также в 7 саях, расположенных к северо-западу от основного ущелья. Общее количество рисунков в главном ущелье — около 2000. Все они условно разделены на 7 групп. Отсчет групп идет от устья ущелья.
Встречаются изображения солнцеголовых божеств, ряженых, воинов-палиценосцев, брачных пар, рожениц, а также многофигурные композиции с изображением людей и животных, сцены охоты на животных и сцены жертвоприношения быков. Сюжеты с изображением колесниц встречаются редко. Известны многочисленные солярные знаки.
Большая часть петроглифов относится к эпохе бронзы. Рисунки, выполненные в сакском «зверином» стиле, размещены в основном отдельно от более древних петроглифов, но в некоторых случаях дополняют или даже перекрывают их. Средневековые наскальные изображения выбиты на окружающих ущелье сопках и в примыкающих безводных саях. Центральный комплекс выделяется самой плотной концентрацией петроглифов и, предположительно, алтарей, что указывает на возможное церемониальное предназначение этого места для жертвоприношений.
Помимо петроглифов в Танбалы обнаружено большое количество древних захоронений: каменные ящики-цисты среднего и позднего бронзового века, курганы из земли и камней периода от раннего железного века до настоящего времени.

## Фотогалерея

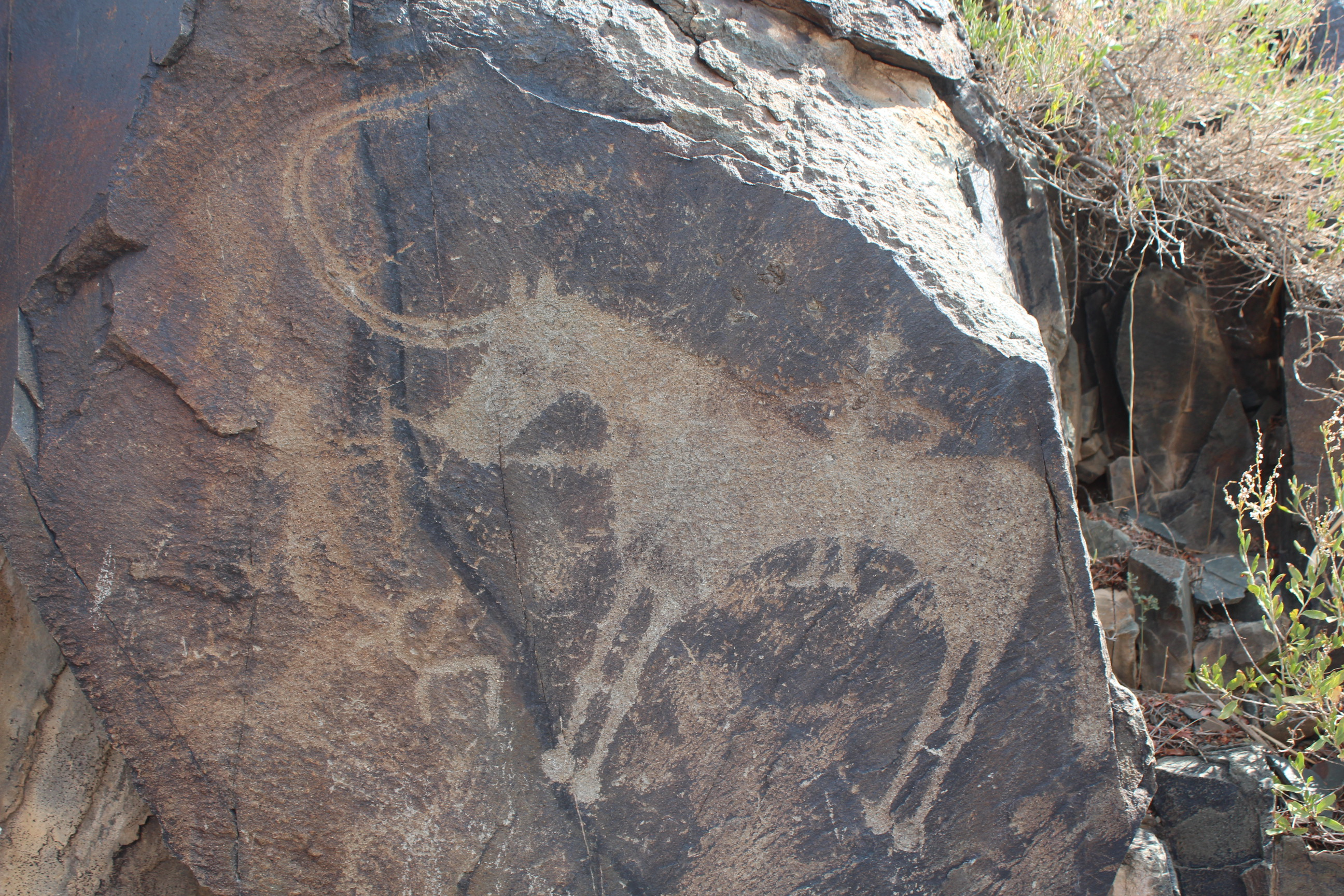
Древние каменные резьбы (петроглифы), найденные в небольшом ущелье в Танбалы
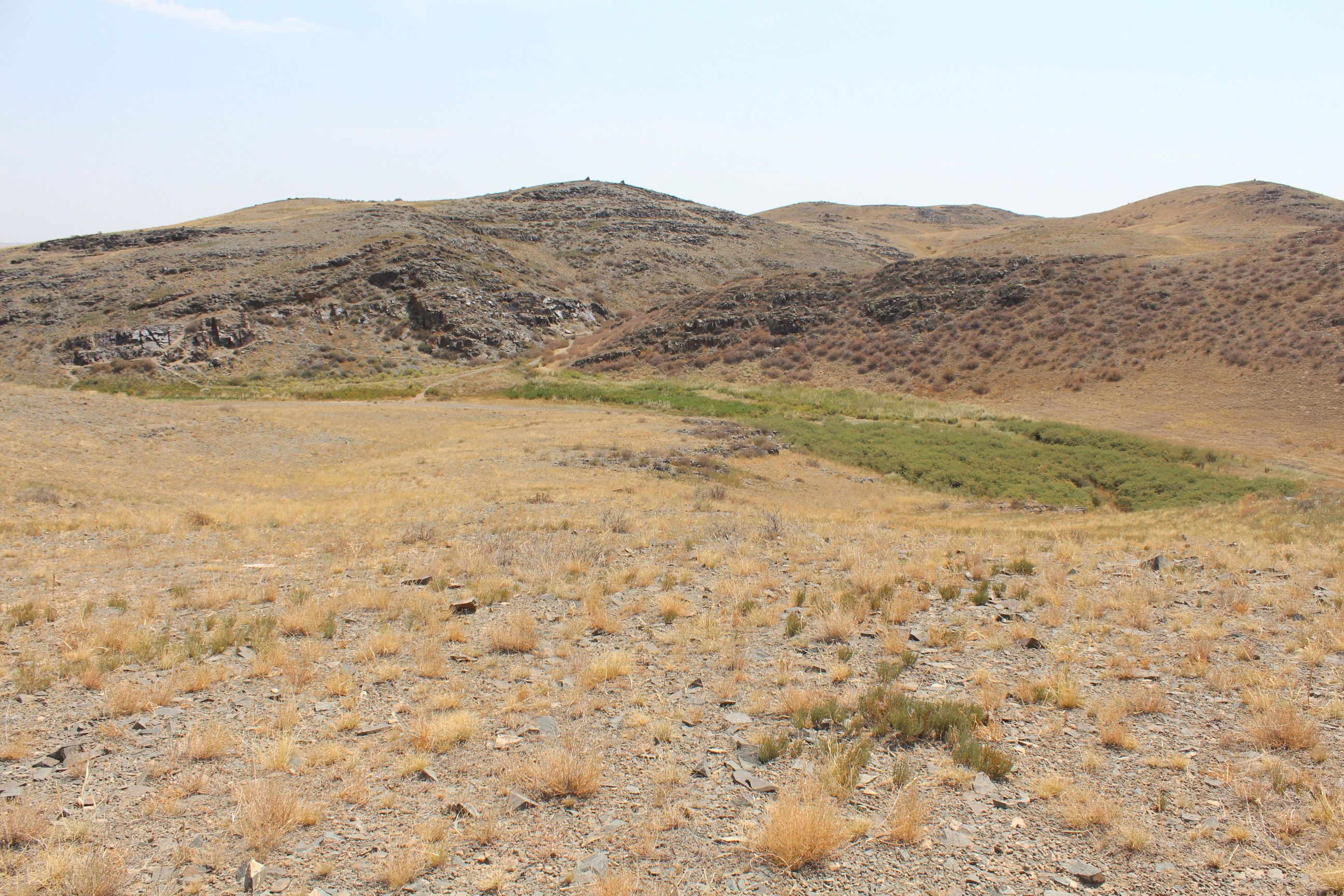
Глядя через небольшой овраг, содержащий петроглифы
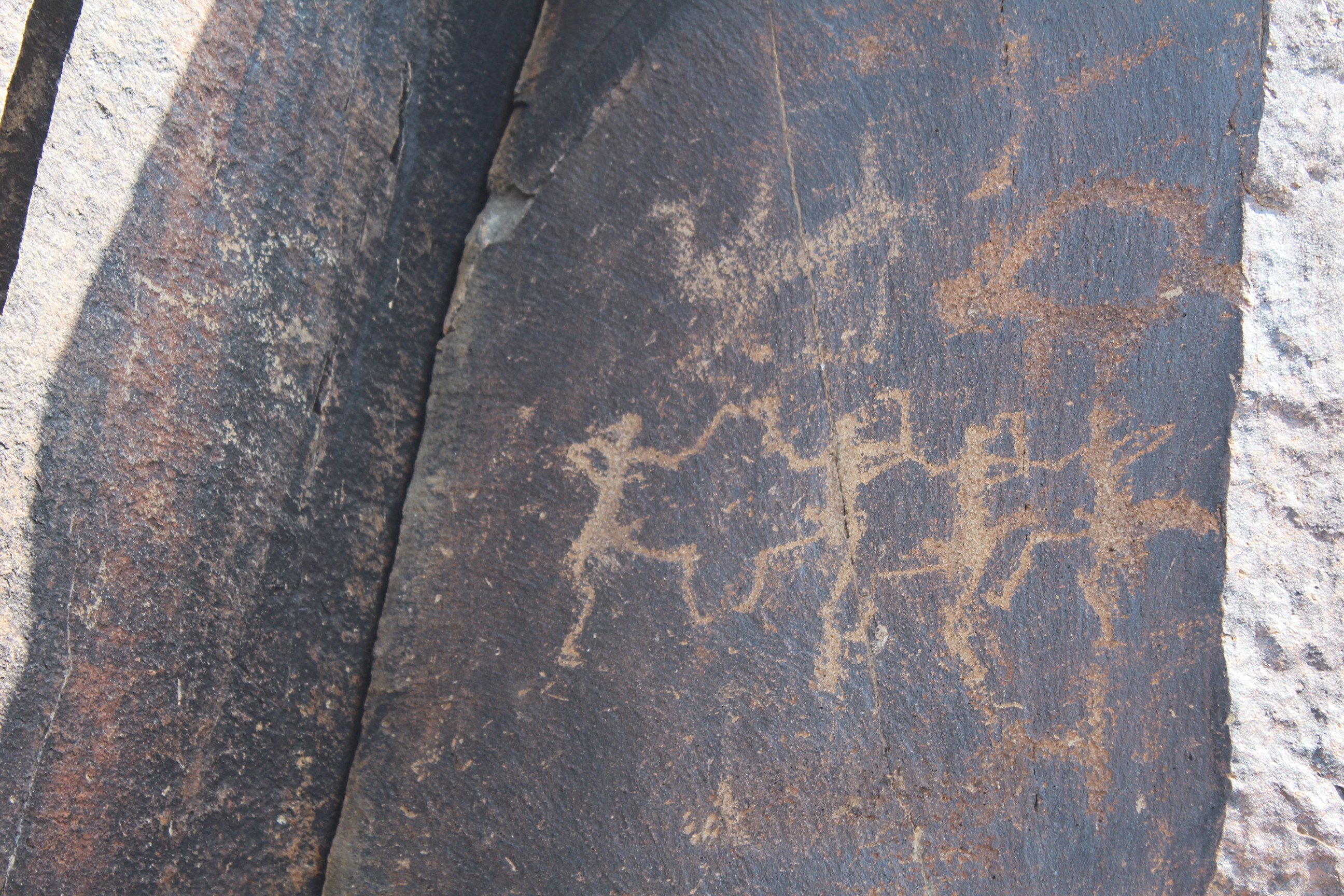
Петроглифы древнего племенного танца и животных
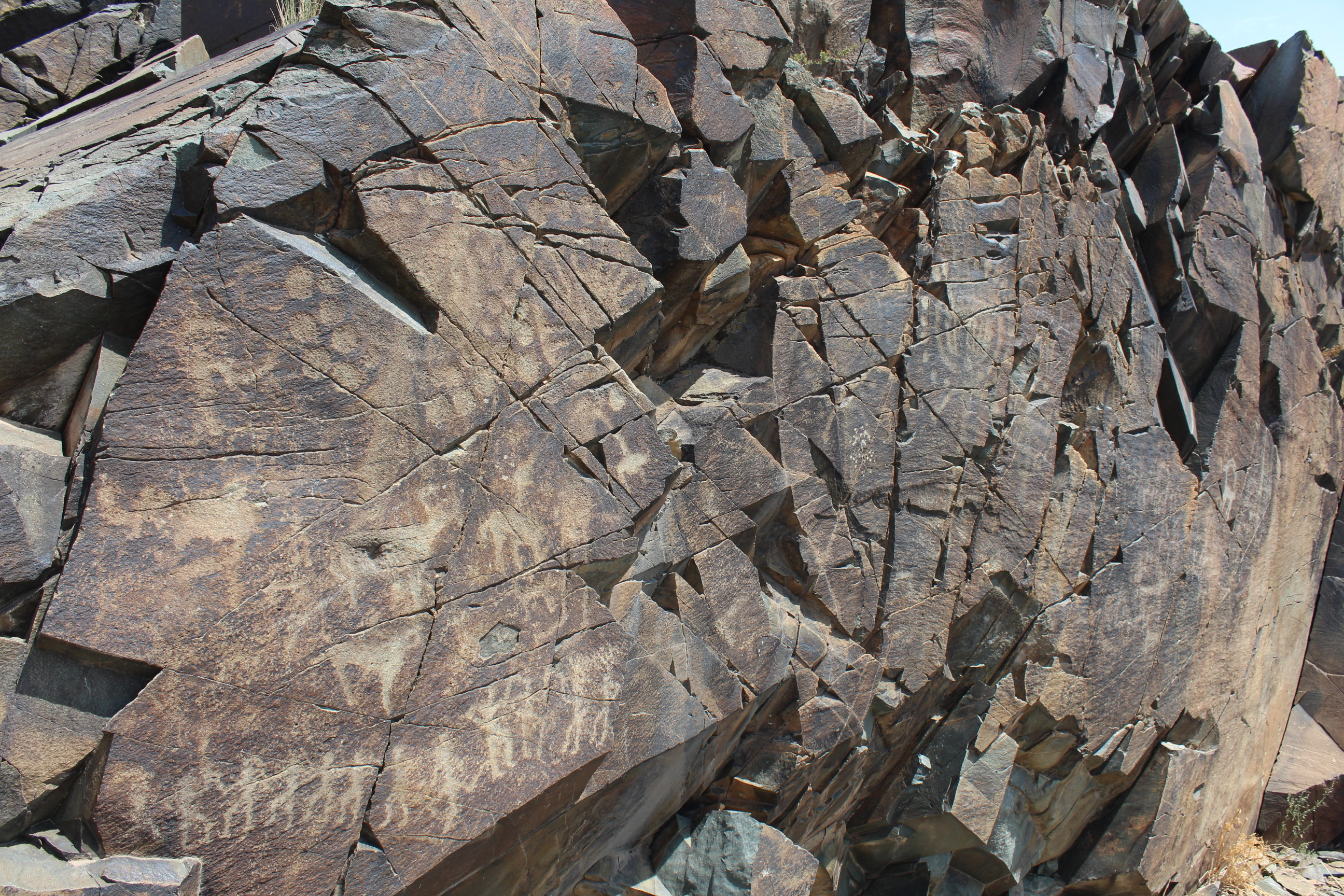
Самая большая группа петроглифов
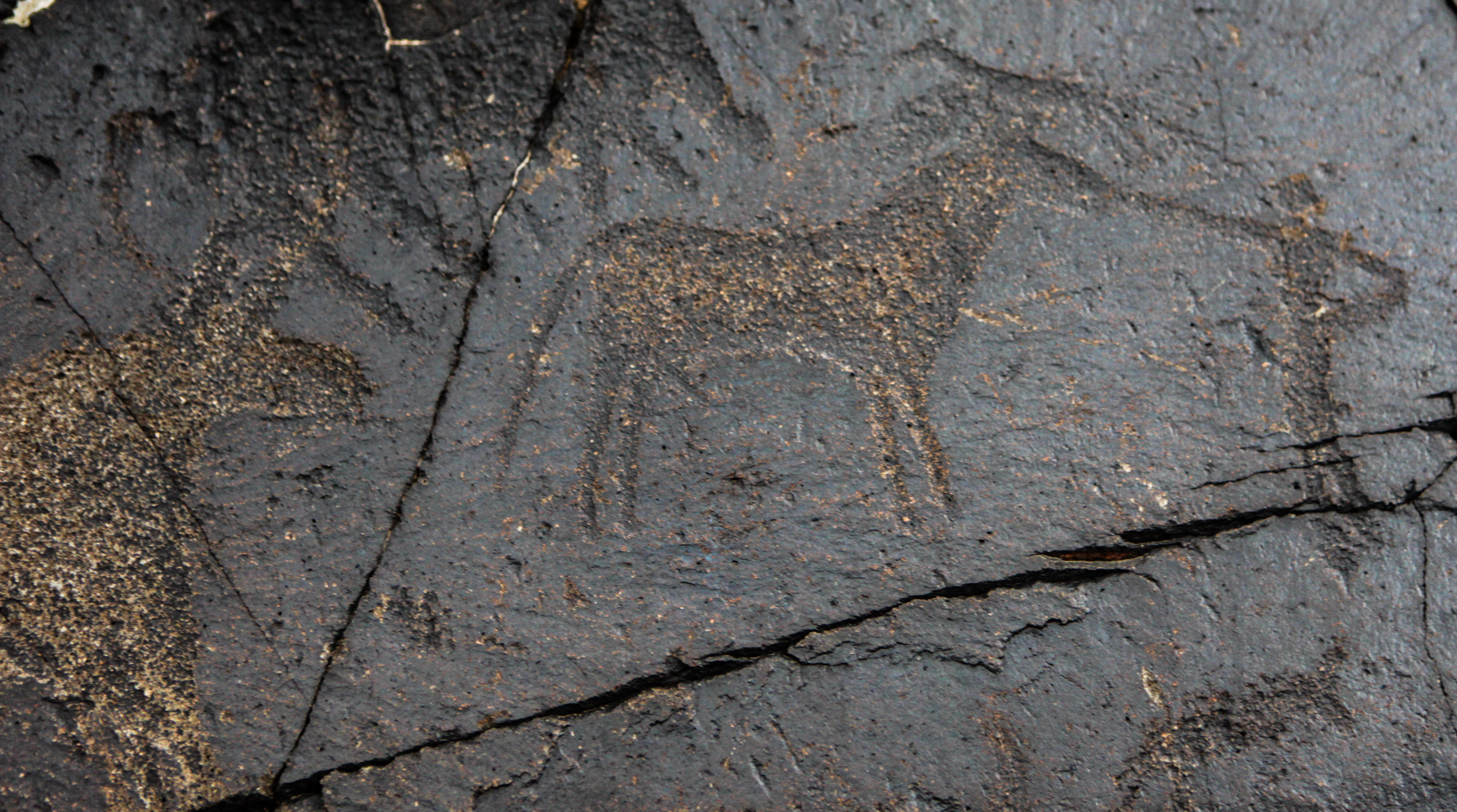
Петроглифы в Танбалы
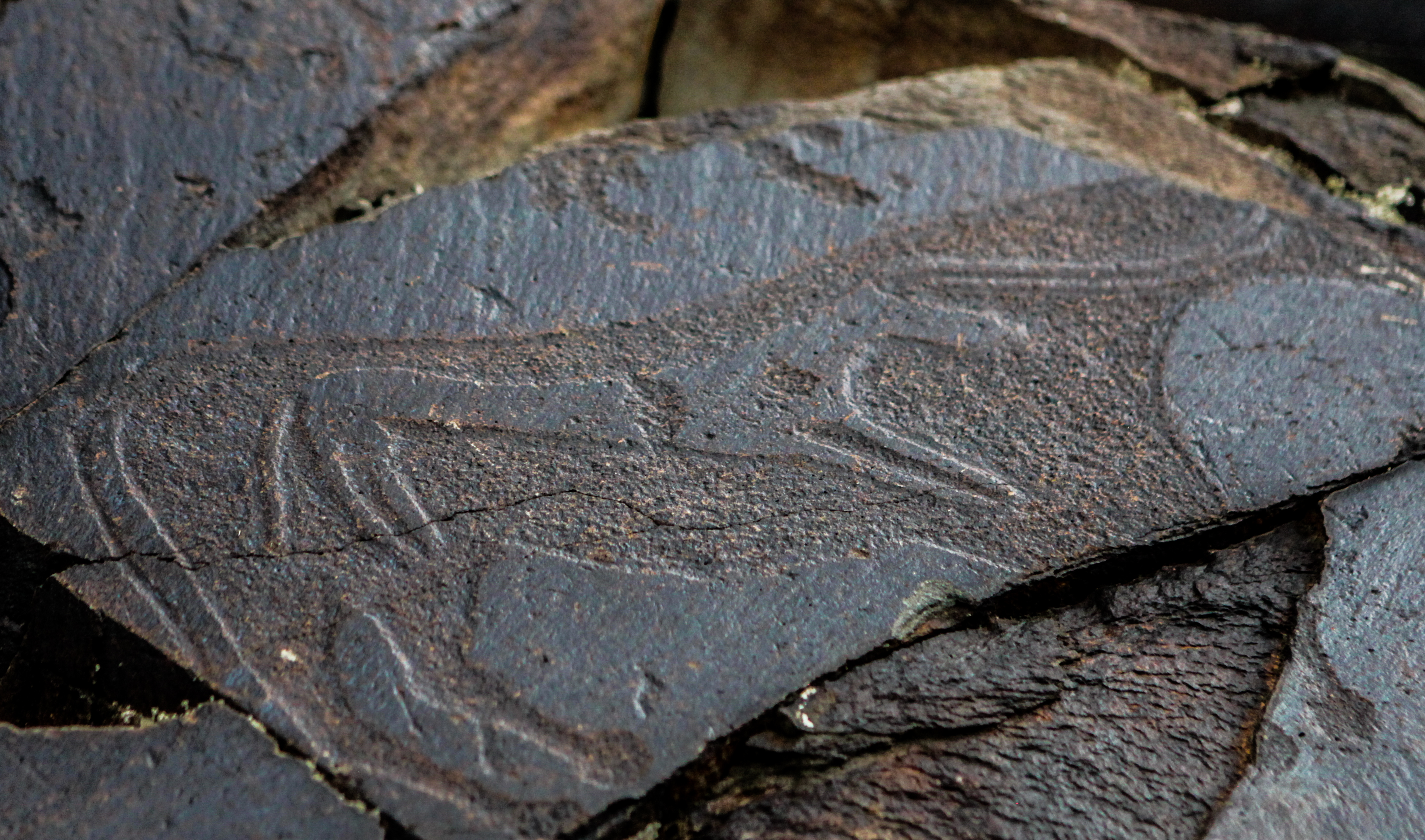
Петроглифы в Танбалы